# ریلی پث‌فایندر
ریلی پث‌فایندر (Riley Pathfinder) خودرویی است که در سال‌های ۱۹۵۳ تا ۱۹۵۷ تولید شده‌است.
این خودرو در کلاس خودرو سایز بزرگ قرار گرفته، است. سیستم جعبه‌دندهٔ آن به دو صورت خودکار و دستی است.